# Dotation
Dotation (von lateinisch dotatus ‚reichlich ausgestattet‘ oder dotalis „zur Mitgift gehörig“) bedeutet im Allgemeinen eine Ausstattung mit Einkünften und Gütern, z. B. einer Stelle, einer Kasse, einer Stiftung, Anstalt, besonders einer kirchlichen Anstalt durch den Gründer, eines Feldherrn oder Staatsmannes zur Belohnung für besondere Verdienste.
Für staatliche Zahlung an monarchische Staatsoberhäupter wurden und werden die Begriffe Zivilliste, Krondotation, Dotation, Dispositionsfonds oder Allerhöchster Dispositionsfonds in gleicher Weise, teilweise auch nebeneinander, verwendet.

## Dotationen in der neueren und neuesten Geschichte
In den Monarchien des 17., 18. und 19. Jahrhunderts war es nicht unüblich, Staatsmänner oder Feldherren für besondere Verdienste mit Dotationen aus Barmitteln oder Landbesitz zu belohnen. Mit umfangreichen Land- und Gelddotationen zeichnete z. B. der französische Kaiser Napoleon I. seine Marschälle, der preußische König und spätere Kaiser Wilhelm I. nach dem Krieg 1866 und nach dem Deutsch-Französischen Krieg von 1870/1871 Bismarck und die militärische Elite aus.
Die im Zuge der Preußischen Reformen eingeführte kommunale Selbstverwaltung und die damit verbundenen Aufgabenverpflichtungen erforderten eine angemessene finanzielle Ausstattung der jeweiligen Körperschaften. Neben anderen Mitteln gehörten dazu auch die nicht an einen bestimmten Zweck gebundenen Dotationen des Staates an Gemeinden, Kommunal- und Provinzialverbände. In Preußen wurde dies unter anderem im „Gesetz vom 30. April 1873, betreffend die Dotation der Kreis- und Provinzialverbände“, und im dazu erlassenen Ausführungsgesetz vom 8. Juli 1875 (Dotationsgesetz) geregelt. In deren Sinn an die Kommunalverbände überwiesene Steuern wurden auch als Dotationssteuern bezeichnet.
Im Zivilrecht des 19. Jahrhunderts wurde der Ausdruck Dotation auch für die finanzielle Ausstattung einer sich verheiratenden Frauensperson oder für eine Entschädigung für den Verlust der Geschlechtsehre, welche eine außerehelich Geschwängerte von dem Schwängerer zu empfangen hat, benutzt. Im Kirchenrecht wurde und wird die finanzielle Ausstattung von Stiftungen und Einrichtungen ebenfalls Dotation genannt.
In der Weimarer Republik verwendete Reichspräsident Paul von Hindenburg Beträge aus dem Haushaltstitel „Verfügungsmittel des Reichspräsidenten“ gelegentlich für Dotationen. Ein Konkordat von 1924 besagt, dass der Staat die bischöflichen Stühle nach der Säkularisation mit einer Dotation ausstattet.
Im Dritten Reich weitete Hitler sowohl die eingesetzten Mittel als auch den Empfängerkreis erheblich aus, um treue Gefolgsleute, aber auch Angehörige der militärischen Elite stärker an sich zu binden. Der Gesamtumfang der von Hitler ohne erkennbare Systematik gewährten Dotationen ist nicht mehr zu ermitteln. Jedoch betrugen die Dotationen wenigstens ca. 18 Millionen Reichsmark in bar, der Wert des überlassenen Grundbesitzes betrug zumindest 6,5 Millionen Reichsmark, und die nicht im Grundbesitzwert erfassten, als Dotationen überlassenen Flächen ca. 11.330.000 Quadratmeter. Zudem erhielten im April 1945 noch 99 von 115 Personen monatliche Sonderzahlungen in einer Gesamthöhe von 311.450 Reichsmark.
In der Bundesrepublik Deutschland hat der Bundespräsident die Möglichkeit, persönliche Härtefälle durch besondere Bewilligungen zu mildern. Dazu weist der Bundeshaushalt für das Jahr 2009 insgesamt 98.000 Euro aus. Die Höhe der in den anderen öffentlichen Haushalten für solche Zwecke ausgewiesenen Verfügungsmittel ist ähnlich bescheiden.
Ansonsten wird in der Bundesrepublik der Begriff der Dotation nur noch im Zusammenhang mit der finanziellen Ausstattung von Kreditinstituten sowie Zuwendungen an Kirchen oder Stiftungen verwandt.

## Beispiele für Dotationen

### Dotationen durch Napoleon
Zur Schaffung einer stabilen, ihm ergebenen Elite schuf Napoleon nach seiner Krönung zum Kaiser der Franzosen im Jahr 1804 zusätzlich zu den Adelsprädikaten des Ancien Régime die Adelsprädikate des Kaiserreichs (Noblesse d’Empire): 1804 zunächst den Titel der kaiserlichen Prinzen, 1806 den Titel des Herzogs und 1808 die Titel der Grafen, Barone und Ritter (Chevalier). Im Dekret vom 1. März 1808 „Adel des Kaiserreichs“ (Noblesse d’Empire) wurden die bisherigen Verfahren zusammengefasst, die für den jeweiligen Rang erforderlichen finanziellen Mittel festgelegt und die Erbfolge spezifiziert. So waren an nachhaltige jährliche Einkünfte und die Einrichtung eines Majorats gebunden: der Titel Herzog (200.000 Francs), der Titel Graf (30.000 Francs), der Titel Baron (15.000 Francs). Für den Titel Chevalier waren nur Einkünfte von 3.000 Francs erforderlich.
Da seine hervorragendsten Gefolgsleute – nämlich seine Mutter, Geschwister, sonstige Verwandtschaft und die Marschälle – von Haus aus nicht über große Vermögen verfügten, stattete er sie großzügig mit Einkünften aus Herrschaftsgebieten und Ländereien in eroberten und abhängigen Gebieten aus. Dies ermöglichte ihnen die standesgemäße Wahrnehmung ihrer Repräsentationspflichten am kaiserlichen Hof.
Seinen Bruder Joseph Bonaparte ließ er zunächst zum König von Neapel, später zum König von Spanien, seinen Bruder Louis Bonaparte zum König von Holland und seinen Bruder Jerome Bonaparte zum König von Westphalen krönen. Napoleons Schwager, der Marschall Joachim Murat, folgte Josef Bonaparte als König von Neapel. Die jeweilige königliche Zivilliste enthob sie aller Geldsorgen. Lediglich seinen Bruder Lucien Bonaparte hat Napoleon nicht in den Königstand erhoben.
Insgesamt 36 Personen erhob Napoleon zu Herzögen, z. B. den Marschall Louis-Nicolas Davout zum Prinzen von Eckmühl und Herzog von Auerstädt; den Marschall Jean Lannes zum Prinzen von Sievers und Herzog von Montebello; den Marschall Louis Alexandre Berthier zum Prinzen von Neufchatel und Fürst von Wagram.
27 Marschälle und Generale bedachte er allein mit dem am 30. Juni 1807 in Tilsit erlassenen Dekret mit Dotationen in Form von Landbesitz in Polen im Gesamtwert von 26,5 Millionen Francs.
Ein geheimer Artikel im Ersten Pariser Frieden von 1814 hob die in Ländern außerhalb Frankreichs gelegenen Dotationen und alle darauf beruhenden Ansprüche mit einem Schlage auf.
Im Jahr 1809 waren an Stelle der ursprünglich vorgesehenen 6.500 bereits 30.000 Personen mit dem Kreuz der Ehrenlegion ausgezeichnet worden. Daher plante Napoleon einen exklusiveren Orden mit einer deutlich begrenzten Mitgliederzahl, den Kaiserlichen Orden von den drei goldenen Vliesen (Ordre impérial des trois toisons d’or). Die Bezeichnung ging auf die Orden vom Goldenen Vlies im früheren Herzogtum Burgund, im Königreich Spanien und im Kaiserreich Österreich zurück. Dem Orden sollten angehören: der Kaiser als Großmeister, 100 Großritter (Prinzen, hohe Würdenträger, Marschälle, Oberbefehlshaber sowie die Nachkommen von Marschällen), 400 Kommandeure und 1.000 Ritter. Die lebenslange Jahrespension der Kommandeure sollte 4.000 Francs, die der Ritter 1.000 Francs betragen. Die Kosten sollten aus Einkünften der Quecksilberminen in Istrien und Herrschaften in Italien getragen werden. Um Irritationen mit den mittlerweile mit Frankreich verbündeten Monarchien in Spanien und Österreich zu vermeiden, gab Napoleon dieses Projekt im Jahr 1810 auf.
Zum Vergleich betrug der Tageslohn eines Arbeiters in Paris zwei Francs, außerhalb von Paris einen Francs; 500 g Brot kosteten 10 Centimes, 500 g Fleisch 30 Centimes, ein Pferd 300 Francs.

### Dotationen nach den Kriegen von 1866 und 1870–1871
Nach dem Krieg von 1866 wurde durch den preußischen Landtag der Betrag von 1,5 Millionen Talern als Dotation für Bismarck sowie die Generale von Roon (Kriegsminister), Freiherr von Moltke (Chef des Generalstabs), Karl Eberhard Herwarth von Bittenfeld, Karl Friedrich von Steinmetz und Eduard Vogel von Falckenstein zur Verfügung gestellt. Die Verteilung wurde dem König anheimgestellt.
Nach dem Krieg von 1870/1871 wurde Bismarck der Sachsenwald ostwärts von Hamburg als Dotation zugewiesen.
Der Reichstag beschloss auf Vorschlag der Reichsregierung zudem eine National-Dotation in Höhe von 4 Millionen Talern zur Auszeichnung der höchstrangigen militärischen Führer. Durch Kaiser Wilhelm I. wurden damit bedacht: Generalfeldmarschall Prinz Friedrich Karl Nikolaus von Preußen, Generalfeldmarschall Graf Moltke, Kriegsminister General der Infanterie Graf Roon und General der Kavallerie Frhr. Edwin von Manteuffel je 300.000 Taler; General der Infanterie August Karl von Goeben, General der Infanterie von Werder und Staatsminister Delbrück je 200.000 Taler; General der Infanterie Konstantin Bernhard von Voigts-Rhetz, General der Infanterie Eduard von Fransecky, Generalleutnant Constantin von Alvensleben und Generalleutnant Leonhard von Blumenthal je 150.000 Taler; General der Kavallerie Prinz August von Württemberg, General der Infanterie Gustav von Alvensleben, General der Infanterie Heinrich Adolf von Zastrow, General der Infanterie Gustav von Manstein, General der Infanterie Hugo von Kirchbach, Generalleutnant Julius von Bose, Generalleutnant Wolf Louis Anton Ferdinand von Stülpnagel, Generalleutnant Theophil von Podbielski, Generalleutnant Georg von Kameke, Generalleutnant Albrecht von Stosch, Generalleutnant Hugo von Obernitz, Königlich sächsischer Generalleutnant Alfred von Fabrice und Königlich württembergischer Generalleutnant Albert von Suckow je 100.000 Taler. Dem König von Bayern wurden zur Verteilung nach eigener Bestimmung 300.000 Taler überwiesen.
Um die Höhe der Dotationen einzuordnen, muss man berücksichtigen, dass 1 Taler (1871) umgerechnet 3 Mark entsprach, dessen Kaufkraft 2008 mit etwa 6,40 Euro anzusetzen ist. Zum weiteren Vergleich seien damals übliche Jahreseinkommen genannt: Handlungsgehilfe 1.256 Mark; Vogt eines Gutes 240 Mark; Schäfer 200 Mark; Vorknecht 180 Mark zuzüglich Kost; Wirtschafterin 360 Mark; Stubenmädchen 90–120 Mark; Küchenmädchen 150 Mark.

### Deutsches Reich 1871–1918

#### Preußischer König und Deutscher Kaiser
Im Königreich Preußen wurde erstmals am 17. Januar 1820 vom Landtag eine Krondotation in Höhe von 2.500.000 Talern (7.719.296 Mark) bewilligt. Nach vier Erhöhungen (1859, 1886, 1889, 1910) betrug sie 19,2 Mio. Mark jährlich. Aus der Krondotation wurden auch die Apanagen von Familienmitgliedern des Hauses Hohenzollern bezahlt. Das umfangreiche militärische Gefolge des kaiserlichen Hofes wurde bis auf 50.000 Mark, das Zivil-, Militär- und Marinekabinett wurde vollständig aus dem Reichshaushalt bezahlt.
Seit 1874 bewilligte der Reichstag dem deutschen Kaiser zusätzlich einen „Allerhöchsten Dispositionsfonds“. Mit dieser Bezeichnung wurden die Begriffe „Krondotation“ bzw. „Zivilliste“ vermieden. Der Umfang des Fonds betrug zunächst 300.000 Mark und stieg für die Jahre 1889–1918 auf 3 Millionen Mark jährlich.
Über die Verwendung der Krondotation und des Allerhöchsten Dispositionsfonds musste gegenüber dem Preußischen Landtag bzw. dem Reichstag keine Rechenschaft abgelegt werden. Kaiser Wilhelm II. konnte so über etliche Jahre hinweg jeweils bis zu 1 Million Mark staatlicher Mittel seinem Privatvermögen zuführen.
Weitere Einkünfte erzielten die Hohenzollern aus dem durch Friedrich Wilhelm I. begründeten Hausfideikommiss und dem durch Friedrich Wilhelm III. gegründeten Krontresor. Dieser wurde 1815 und 1871 durch französische Kriegskontributionen sowie 1873 durch eine Staatsdotation in Höhe von 4,5 Millionen Mark aufgestockt.
Um 1910 betrugen die Jahreseinkünfte Wilhelm II. aus Krondotation und Allerhöchstem Dispositionsfonds 22 Millionen Mark. Daraus bezogen er und die Kaiserin als persönliches Einkommen jährlich Schatullgelder in Höhe von 2 Millionen Mark. Weitere 3,13 Millionen Mark wurden als Apanagen an Mitglieder der Familie gezahlt. Dazu kamen Einkünfte aus dem Privatvermögen (ca. 140 Millionen mit Zinseinkünften in Höhe von 900.000 Mark) und dem Hausfideikommiss. Der Bodenwert der darin enthaltenen Güter betrug 1914 ca. 13 Millionen Mark. Sämtliche Einkünfte waren steuerfrei.

#### Königreiche Bayern, Sachsen, Württemberg
Die Zivilliste des Königs von Bayern betrug 5,4 Millionen, die des Königs von Sachsen 4,2 Millionen, die des Königs von Württemberg 1,2 Millionen Mark.

### Dotationen in anderen Monarchien zu Beginn des 20. Jahrhunderts
Wie im Deutschen Kaiserreich wurde auch im übrigen Kontinentaleuropa in der Regel nicht streng zwischen privaten und amtsbedingten Ausgaben der Monarchen unterschieden. So war es durchaus möglich, das private Vermögen des Monarchen durch Mittel der staatlichen Dotation zu erhöhen. Um Diskussionen in der Bevölkerung entgegenzuwirken, wurden Informationen über die Höhe der Dotationen teilweise durch Zensur unterbunden.
Anfang des 20. Jahrhunderts betrug die Dotation (in Mark) an den jeweiligen Monarchen in Österreich-Ungarn 19,2 Mio., Italien 12,8 Mio., England 11,6 Mio., Spanien 7,1 Mio., Dänemark 1,2 Mio. mit Einschluss von Apanagen, Norwegen 0,5 Mio. mit Einschluss von Apanagen, Schweden 1,8 Mio., Belgien 4,3 Mio., Niederlande 1,5 Mio., Portugal 1,8 Mio., Griechenland 900.000, Serbien 960.000, Montenegro 200.000, Luxemburg 160.000, Japan 6 Mio. (alle Angaben in Mark). Die Kosten der Hofhaltung des Kaisers von Russland betrugen 34,2 Mio. Sie wurden aus dem Privatvermögen des Kaisers bestritten. Dessen Höhe ist nicht bekannt.

### Dotationen in der Zeit des Nationalsozialismus
In der Zeit des Nationalsozialismus erhielt 1933 zunächst der Reichspräsident Paul von Hindenburg eine Dotation der Reichsregierung und der Preußischen Regierung in Höhe von insgesamt 1.000.000 Reichsmark (1927 hatte Hindenburg eine „Hindenburg-Spende des deutschen Volkes“ in gleicher Höhe erhalten). 1934 erhielt der Generalfeldmarschall des Kaiserreiches August von Mackensen 350.000 Reichsmark in bar und 10 Quadratkilometer Grundbesitz. In den folgenden Jahren verteilte Hitler Dotationen an Gefolgsleute, Generäle und andere Empfänger. Sie wurden geheim gehalten, die Empfänger zur Verschwiegenheit verpflichtet. Große Dotationen erhielten z. B.
- Reichsmarschall, Reichsluftfahrtminister, Beauftragter für den Vierjahresplan, Reichsjägermeister usw. Hermann Göring (6.000.000 Reichsmark in bar)
- die Nachkommen des preußischen Generalobersten Erich Ludendorff (Grundbesitz im Wert von 1.612.400 Reichsmark)
- Generalfeldmarschall Keitel (Agrarland und Bargeld im Wert von 1.014.331 Reichsmark)
- Generaloberst Heinz Guderian (ein Gut, den Deipenhof bei Kruschwitz) im Warthegau (Grundbesitz im Wert von 1.240.000 Reichsmark)
- Reichsaußenminister Joachim von Ribbentrop (1.000.000 Reichsmark in bar)
- der Leiter der Deutschen Arbeitsfront Robert Ley (1.000.000 Reichsmark in bar)
- Generalfeldmarschall Ritter von Leeb (Bargeld und Grundbesitz im Wert von insgesamt 880.000 Reichsmark)
- der Bildhauer Arno Breker (800.000 Reichsmark in bar)
- Generalfeldmarschall Günther von Kluge (250.000 Reichsmark in bar)
- 1944 erhielten die Nachkommen von Generalfeldmarschall Walther von Reichenau eine Dotation an Grundbesitz im Wert von 1,01 Millionen Reichsmark.[37]

### Dotationen in der DDR
In der DDR gab es 142 staatliche und mehr als 10.000 gesellschaftliche Auszeichnungen. Diese Orden, Preise, Medaillen und Ehrentitel waren oftmals mit einmaligen finanziellen Prämien oder einem jährlichen Ehrengeld ausgestattet. Jährlich gab die DDR etwa 40 Millionen Mark für Orden, Medaillen, Preise, Banner und Urkunden und die damit verbundenen Geldprämien aus.

#### Orden (Angaben in Mark der DDR)
- Karl-Marx-Orden: 20.000
- Vaterländischer Verdienstorden für Einzelpersonen (Bronze: 2.500, Silber: 5.000, Gold: 10.000) und für Kollektive bis zu 10 Mitgliedern (pro Person Bronze: 250, Silber: 500, Gold: 1.000); Empfänger bis 1973 erhielten einen jährlichen Ehrensold an Stelle der Prämie (Bronze: 250, Silber: 500, Gold: 1.000)
- Stern der Völkerfreundschaft (I. Klasse, II. Klasse, III. Klasse; Prämie nicht bekannt)
- Orden Banner der Arbeit für Einzelpersonen (Stufe III: 2.000, Stufe II: 3.500, Stufe I: 5.000) und Kollektive bis zu 20 Mitgliedern (pro Person Stufe III: 500, Stufe II: 750, Stufe I: 1.000)
- Scharnhorst-Orden für Einzelpersonen: 5.000
- Kampforden „Für Verdienste um Volk und Vaterland“ (Bronze, Silber, Gold; Höhe der Zuwendungen nicht publiziert)
- Militärischer Verdienstorden der DDR (Bronze, Silber, Gold; nur an Angehörige anderer Staaten)
- Blücher-Orden wurde für einen bewaffneten Konflikt vorgehalten.

#### Ehrentitel (Angaben in Mark der DDR)
- Held der DDR (seit 1978 mit gleichzeitiger Verleihung des Karl-Marx-Ordens verbunden; Dotation für beide Auszeichnungen zusammen 25.000)
- Held der Arbeit: bis 10.000
- Fliegerkosmonaut der Deutschen Demokratischen Republik (wurde zusammen mit dem Ehrentitel »Held der DDR« verliehen)
- Verdienter Angehöriger der Nationalen Volksarmee: 5.000
- Verdienter Militärflieger der DDR: 5.000
- Verdienter Angehöriger der Grenztruppen der DDR: 5.000
- Verdienter Angehöriger der Zivilverteidigung der DDR: 5.000
- Verdienter Volkspolizist der DDR: bis zu 5.000
- Verdienter Mitarbeiter der Staatssicherheit: 5.000
- Verdienter Mitarbeiter der Zollverwaltung der DDR: 5.000
- Verdienter Volkskontrolleur der DDR: 5.000
- Verdienter Mitarbeiter des Finanzwesens der DDR: 5.000
- Hervorragender Wissenschaftler des Volkes: bis zu 4.000
- Verdienter Erfinder: für Einzelpersonen: 4.000, für Kollektive: 15.000

#### Preise und Medaillen
siehe: Liste der staatlichen und nichtstaatlichen Auszeichnungen der DDR

### Dotationen in heutigen europäischen Monarchien
In Großbritannien wurde seit Mitte des 19. Jahrhunderts die Trennung zwischen amtsbedingten und privaten Ausgaben des Monarchen bzw. der Monarchin immer konsequenter geregelt. Die heute gelten Bestimmungen sind in umfangreichen und detaillierten gesetzlichen Regelungen festgelegt. Die Sovereign Grant betrug für das Rechnungsjahr 2015–2016 insgesamt 53,7 Mio. GBP.
In Belgien (Grundbetrag der Zivilliste 11,5 Mio. €/Jahr), Dänemark (Budget Königin: 6,7 Mio. DKR/Monat), Luxemburg (Budget Großherzogliches Haus: 10 Mio. €/Jahr), Niederlande (Königsétat: 40 Mio. € im Jahr 2015; davon Einkommen König, Königin, Prinzessin Beatrix: 1,6 Mio. €), Norwegen, Schweden (Budget der Hofadministration: 65 Mio. SEK/Jahr), und Spanien (7,8 Mio. €/Jahr), gelten hinsichtlich der Transparenz vergleichbare, hinsichtlich der zu bestreitenden Ausgaben jedoch sehr unterschiedliche Regelungen. Die Dotationen dürfen deshalb nicht mit dem persönlichen Einkommen gleichgesetzt werden.
Das Fürstenhaus Liechtenstein erhält keine staatlichen Zuwendungen, sondern finanziert sich aus eigenen Mitteln. Im Landeshaushalt sind deshalb keine Mittel für das Fürstenhaus ausgewiesen.

### Dotationen in der Bundesrepublik
siehe Artikel Staatsleistung

### Dotationen für staatliche Auszeichnungen
Der Verdienstorden der Bundesrepublik Deutschland ist nicht mit einer finanziellen Zuwendung verbunden. Bis zum Tod der letzten lebenden Veteranen und der anschließenden Novellierung des Gesetzes über Titel, Orden und Ehrenzeichen erhielten die Träger der höchsten deutschen und österreichischen Auszeichnungen des Ersten Weltkriegs, u. a. die Ritter des Sächsischen Militär-Sankt-Heinrichsordens und des Württembergischen Militär-Verdienst-Ordens einen monatlichen Ehrensold in Höhe von 50 DM.

#### Dotationen an Religionsgemeinschaften

##### Dotationen an christliche Religionsgemeinschaften
Als fortdauernde Folge für die Enteignungen im Rahmen des Reichsdeputationshauptschlusses von 1803 erhalten die Evangelischen Kirchen sowie die katholische Kirche Dotationen von insgesamt 459 Mio. Euro jährlich. Als Gegenleistung stellen die Kirchen die Länder von allen Verpflichtungen zu Geld und Sachleistungen an die Kirchengemeinden, die Pfarr- und Küsterstellen, insbesondere von denen zur baulichen Unterhaltung von Gebäuden frei. Die Höhe der Dotationen und weitere Einzelheiten sind in Staatsverträgen geregelt.
Von einer Ablösung dieser Dotationen durch eine Einmalzahlung haben Bund und Länder bisher abgesehen.

##### Staatsverträge zwischen der Bundesrepublik Deutschland bzw. den Bundesländern und christlichen Religionsgemeinschaften
Staatsverträge bestehen zwischen dem Bund bzw. den Bundesländern und den evangelischen Landeskirchen sowie der katholischen Kirche.

#### Staatsverträge zwischen der Bundesrepublik Deutschland bzw. den Bundesländern und den jüdischen Gemeinschaften
Staatsverträge bestehen zwischen dem Bund bzw. den Bundesländern und den jüdischen Gemeinschaften.

#### Unterstützung von Projekten der Islamkonferenz
Islamische Religionsgemeinschaften haben bisher keinen Antrag zur Anerkennung als Körperschaft des öffentlichen Rechts gestellt. Zur Förderung des interreligiösen Dialogs werden jedoch Projekte der Islamkonferenz sowohl durch den Bund als auch die Länder finanziell unterstützt.